# リヒャルディス・フォン・シュヴェリーン (スウェーデン王妃)

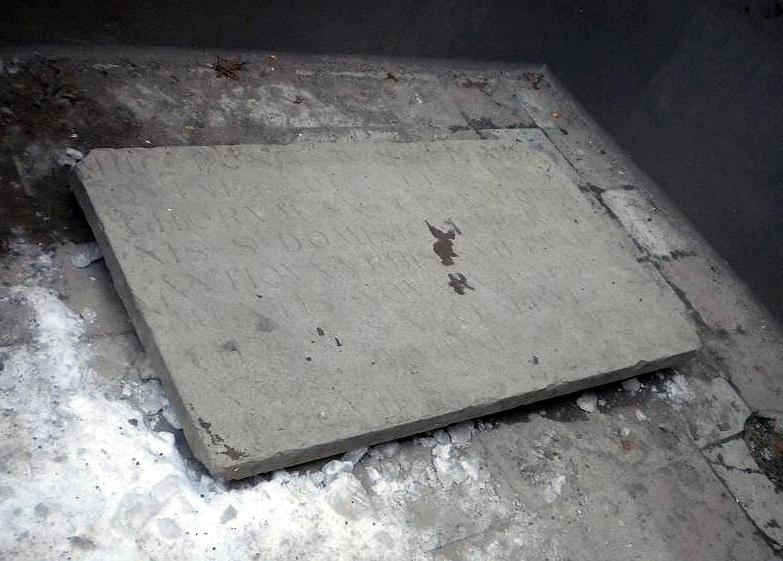
スヴァルトブロードラ修道院のリヒャルディスとベアトリクスの墓所

リヒャルディス・フォン・シュヴェリーン（Richardis von Schwerin, 1347年 - 1377年4月23日/7月11日）は、スウェーデン王アルブレクトの王妃。

## 生涯
リヒャルディスはシュヴェリーン伯オットー1世（1357年没）とマティルデ・フォン・メクレンブルク＝ヴェルレ（1361年没）の間の娘で、デンマーク王ヴァルデマー3世の王妃リヒャルディス・フォン・シュヴェリーンの父方の姪にあたる。リヒャルディスはメクレンブルク家のアルブレヒト3世と婚約したが、アルブレヒト3世はその後スウェーデン王位についた。
1352年10月12日にヴィスマールで婚姻契約書に署名がなされた。しかし、リヒャルディスがスウェーデンに向かい、結婚式が行われたのは1365年になってからであった。リヒャルディスはストックホルムで死去し、スヴァルトブロードラ修道院（Svartbrödraklostret）に埋葬された。

## 子女
- エーリヒ1世（1365年 - 1397年） - メクレンブルク公、スウェーデン王太子[1]、ゴトランド領主
- リヒャルディス（? - 1400年） - 1388年にゲルリッツ公ヨハンと結婚、ルクセンブルク女公エリーザベトの母。